# Wolf Jobst Siedler

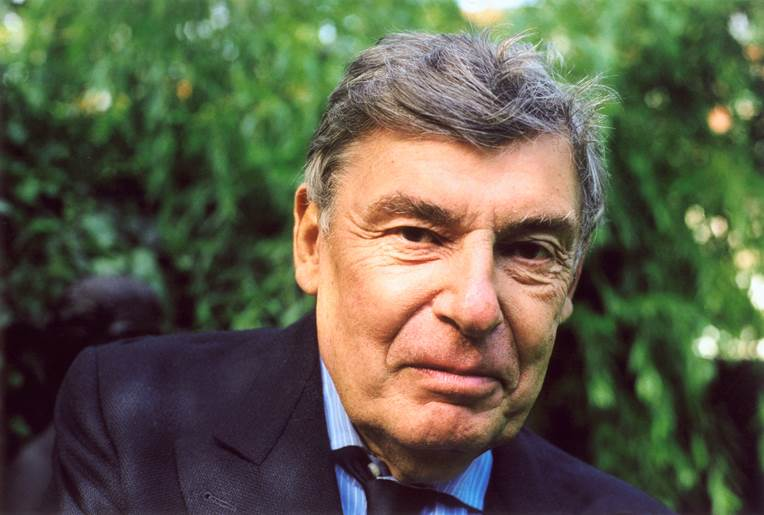
Wolf Jobst Siedler

Wolf Jobst Siedler (Berlijn, 17 januari 1926 – aldaar, 27 november 2013) was een Duits journalist en uitgever.

## Jeugd

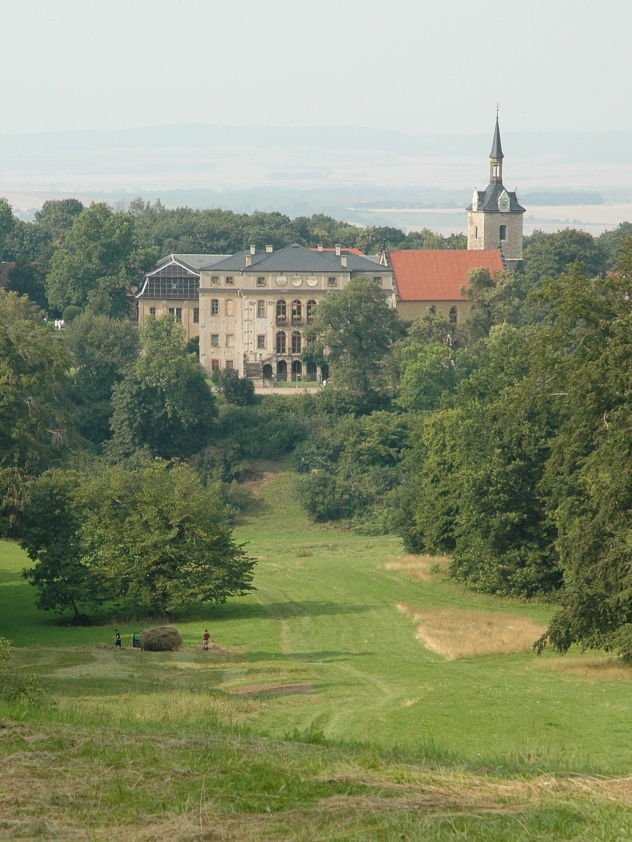
Schloss Ettersburg bij Weimar.

Siedler werd in Berlijn geboren als zoon van Dr. jur. Wolf Jobst Siedler, de keizerlijke diplomaat en later advocaat en juridisch adviseur van de Reichsverbands Papier und Pappe. Enkele van Siedlers voorvaderen zijn onder meer de beeldhouwer Johann Gottfried Schadow en de muzikant Carl Friedrich Zelter. Zijn oom, Eduard Jobst Siedler, is een bekende architect. Siedler bracht zijn jeugdjaren door in zijn ouderlijk huis in de Berlijnse villawijk Dahlem. Ook zijn pensioen bracht hij er door.
In 1948 verloofde Siedler zich met Imke von Heede, in 1949 trouwden zij. Samen hebben ze twee kinderen, waaronder Wolf Jobst Siedler junior, evenals zijn vader uitgever.
Siedler ging naar het internaat Schloss Ettersburg, nabij Weimar. In 1943 ging hij naar de Hermann Lietz-Schule Spiekeroog, een gymnasium dat landelijk erkend is. Samen met verschillende medeleerlingen werd hij ingezet als Flakhelfer, helpers bij de anti-vliegtuig oorlogvoering, ook wel marinehelpers genoemd. Zij werden ingezet op het naburig eiland Wangerooge.

## De oorlog
In de beginjaren van de oorlog kwam zijn beste schoolvriend Ernstel Jünger, zoon van Ernst Jünger, regelmatig over de vloer. Samen met hem werd Siedler in januari 1944 gearresteerd wegens Wehrkraftzersetzung, dit is het ondermijnen van de militaire moraal, opruiing en defaitisme. Zij verschenen voor het marinetribunaal, maar kwamen er vanaf met negen maanden gevangenisstraf in de marinecel bij Wilhelmshaven. Waarschijnlijk had de lichte strafmaat te maken met de legendarische reputatie van Ernstels vader binnen de Wehrmacht.
In het najaar van 1944 werden Siedler en Ernstel naar het Italiaanse front gestuurd met het zogeheten Himmelfahrtkommando. Ernstel sneuvelde reeds de eerste dag. Siedler raakte snel gewond, wat uiteindelijk zijn leven redde. Zijn oorlog eindigde op 2 mei 1945 in een Italiaanse wegberm.

## Studies en carrière
Siedler studeerde sociologie, filosofie en geschiedenis aan de Vrije Universiteit Berlijn. Hij werkte bijna tien jaar als journalist en dit voornamelijk voor de Berliner Tagesspiegel, de Neue Zeitung en Der Monat. Het hoogtepunt in zijn loopbaan was zijn aanstelling als hoofdredacteur bij de afdeling kunsten van de Tagesspiegel.

Siedler maakte in 1963 deel uit van Ullstein Verlag, een van Duitslands grootste uitgeverijen, en nam de leiding over van de Propyläen Verlages, gevestigd in Berlijn. Van 1967 tot 1979 werkte hij als directeur van de Ullstein GmbH voor de uitgeverijen Propyläen, Quadriga en Ullstein.
In 1980 richtte Siedler samen met de filmproducent Jochen Severin de uitgeverij Severin & Siedler op. Zij spitsten zich vooral toe op politieke en historische literatuur. Severin ging na drie jaar met pensioen en zo werd de uitgeverij omgevormd tot de Wolf Jobst Siedler uitgeverij. Na de overname door Bertelsmann in 1989, speelde Siedler een adviserende rol in de uitgeverij.

Tot februari 2005 schreef hij voor de Frankfurter Allgemeine Zeitung, de Süddeutsche Zeitung, Die Zeit, Die Welt en de Berliner Morgenpost.

## Prijzen
Siedler was meer dan alleen een uitgever. Hij is een erkend schrijver, essayist, criticus en commentator. Zijn werk werd dan ook bekroond met diverse prijzen:
- De Karl-Friedrich-Schinkel-Ring in 1984
- De Ernst-Robert-Curtius-Preis für Essayistik in 1987
- De Großes Bundesverdienstkreuz mit Stern in 1995
- De Ehrenpromotion aan de Vrije Universiteit Berlijn in 1996
- De Deutscher Nationalpreis in 2002
- De Gerhard-Löwenthal-Ehrenpreis in 2007

Oud-bondspresident Richard von Weizsäcker zei over Siedler: "Siedler ist ein Verleger, der seine Autoren immer wieder in Verlegenheit bringt, weil er zumeist besser schreibt als sie."

## Werken
- Abschied von Preußen. - München: Orbis-Verlag, 2000. - ISBN 3-572-01174-4
- Auf der Pfaueninsel: Spaziergänge in Preußens Arkadien. - Berlin: Siedler, 1986. - ISBN 3-88680-236-1
- Ein Leben wird besichtigt: In der Welt der Eltern. - Berlin: Siedler, 2000. - ISBN 3-88680-704-5
- Die gemordete Stadt: Abgesang auf Putte und Straße, Platz und Baum. - Berlin: Siedler, 1993 [Erstausgabe 1964]. - ISBN 3-88680-513-1
- Phoenix im Sand: Glanz und Elend der Hauptstadt. - München: Goldmann, 2000. - ISBN 3-442-75590-5
- Stadtgedanken. - München: Goldmann, 1990. - ISBN 3-442-12801-3
- Der Verlust des alten Europa: Ansichten zur Geschichte und Gegenwart. - Stuttgart: DVA, 1996. - ISBN 3-421-05047-3
- Verordnete Gemütlichkeit: Abgesang auf Spielstraße, Verkehrsberuhigung und Stadtbildpflege. - Berlin: Severin, 1985. - ISBN 3-88679-125-4
- Wanderungen zwischen Oder und Nirgendwo: Das Land der Vorfahren mit der Seele suchend. - Berlin: Siedler, 1988. - ISBN 3-88680-303-1
- Weder Maas noch Memel: Ansichten vom beschädigten Deutschland. - München: Goldmann, 2002. - ISBN 3-442-72827-4
- Wir waren noch einmal davongekommen: Erinnerungen. - München: Siedler, 2004. - ISBN 3-88680-790-8, Leseprobe, (pdf-Datei, 23 S.)
- Wider den Strich gedacht. - München: Siedler, 2006. - ISBN 3-88680-844-0 (Essaysammlung aus fünf Jahrzehnten des publizistischen Wirkens J. W. Siedlers)
- Der lange Abschied vom Bürgertum: Joachim Fest und Wolf Jobst Siedler. - Berlin: wjs-verlag, 2005. - ISBN 3-937989-10-2